# Euchromius gozmanyi
Euchromius gozmanyi is een vlinder uit de familie grasmotten (Crambidae). De wetenschappelijke naam is voor het eerst geldig gepubliceerd in 1961 door Stanisław Błeszyński.
De soort komt voor in Europa.